# Eleazar z Wormacji
Eleazar ben Jehuda ben Kalonymos z Wormacji, także Eleazar Rokeach (ur. ok. 1176, zm. 1238 w Wormacji) – żydowski rabin, kabalista, halachista, talmudysta, nauczyciel i poeta. Autor literatury etycznej i jedna z najważniejszych postaci chasydyzmu niemieckiego.

## Życiorys
Nieznane jest jego miejsce urodzenia, mogło to być Metz, Spira lub, co najbardziej prawdopodobne, Moguncja. Pochodził ze znanej rodziny mistyków żydowskich. Miał pełnić funkcję chazana w Erfurcie. W 1196 roku stracił całą rodzinę w wyniku napaści krzyżowców na jego dom w Wormacji. W 1201 roku objął urząd rabina w Wormacji.
Był najwybitniejszym uczniem Jehudy he-Chasida. Był jednym z pionierów kabalistyki w Niemczech, będąc przedstawicielem tzw. kabały praktycznej, czerpiącej z gematrii i notarikonu. Jest autorem wielu dzieł, z których najważniejszym była Sefer ha-Rokeach (Księga Aptekarza), zawierająca przepisy dotyczące żydowskich świąt, pokuty i potraw. Był także autorem dzieł dotyczących pokuty, modlitw i etyki, a także komentarzy do Biblii, Talmudu i dzieł kabalistycznych. Pisał też kazania i poezję liturgiczną. Był również współautorem Sefer chasidim.
Był autorem jednej z instrukcji dotyczących utworzenia golema. Zajmował się także angelologią.